# الوكالة الدولية لصيد الحيتان
الوكالة الدولية لصيد الحيتان (بالإنجليزية: International Whaling Commission، اختصاراً IWC)‏، هي هيئة دولية تأسست بموجب الميثاق الدولي لتنظيم صيد الحيتان.
(ICRW)، الذي تم التوقيع عليه في واشنطن دي سي، الولايات المتحدة في 2 ديسمبر عام 1946، من أجل «توفير الحفاظ السليم على مخزون الحيتان، وبالتالي جعل تطوير تنظيم صناعة صيد الحيتان أمراً ممكناً».

## الأعضاء

الدول الأعضاء في المفوضية الدولية لصيد الحيتان (بالأزرق).

### أعضاء اللجنة

صيد الحيتان منذ عام 1986.

### لجنة شمال الأطلسي للثدييات البحرية

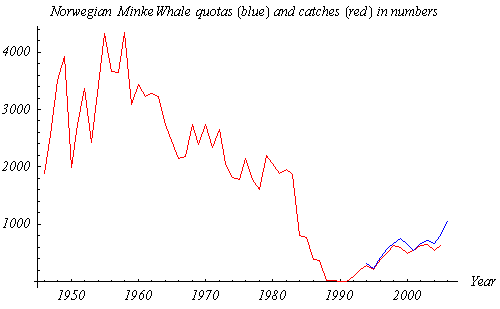
حصة النرويج من حيتان المنك (الخط الأزرق، 1994–2006) وعمليات الصيد (الخط الأحمر 1946–2005)

## الاجتماعات السنوية
| السنة | المدينة المضيفة، البلد         |
| ----- | ------------------------------ |
| 1969  | لندن، المملكة المتحدة          |
| 1970  | لندن، المملكة المتحدة          |
| 1971  | واشنطن دي سي، الولايات المتحدة |
| 1972  | لندن، المملكة المتحدة          |
| 1973  | لندن، المملكة المتحدة          |
| 1974  | لندن، المملكة المتحدة          |
| 1975  | لندن، المملكة المتحدة          |
| 1976  | لندن، المملكة المتحدة          |
| 1977  | كانبرا، أستراليا               |
| 1978  | كمبردج، المملكة المتحدة        |
| 1979  | كمبردج، المملكة المتحدة        |
| 1980  | كمبردج، المملكة المتحدة        |
| 1981  | كمبردج، المملكة المتحدة        |
| 1982  | بريتون، المملكة المتحدة        |
| 1983  | بريتون، المملكة المتحدة        |
| 1984  | إستبورن، المملكة المتحدة       |
| 1985  | بورنموث، المملكة المتحدة       |
| 1986  | مالمو، السويد                  |
| 1987  | بورنموث، المملكة المتحدة       |
| 1988  | سان دييغو، المملكة المتحدة     |
| 1989  | سان دييغو، المملكة المتحدة     |
| 1990  | ، هولندا                       |
| 1991  | ريكيافيك، آيسلندا              |
| 1992  | كلاسكو، المملكة المتحدة        |
| 1993  | كيوتو، اليابان                 |
| 1994  | پورتو ڤالرتا، المكسيك          |
| 1995  | دبلن، جمهورية أيرلندا          |
| 1996  | أبردين، المملكة المتحدة        |
| 1997  | بورنموث، المملكة المتحدة       |
| 1998  | مسقط، عُمان                     |
| 1999  | سانت جورجز، گرينادا            |

| السنة | التاريخ     | المضيفة            | المدينة                | للمزيد              | معلومات اللجنة |
| ----- | ----------- | ------------------ | ---------------------- | ------------------- | -------------- |
| 2000  | 3–6 يوليو   | أستراليا           | أدليد                  |                     | IWC            |
| 2001  | 23–27 يوليو | المملكة المتحدة    | لندن                   |                     | IWC            |
| 2002  | 20–24 مايو  | اليابان            | شيمونوسيكي (ياماغوتشي) |                     | IWC            |
| 2003  | 16–20 يونيو | ألمانيا            | برلين                  |                     | IWC            |
| 2004  | 19–22 يوليو | إيطاليا            | سورينتو                |                     | IWC            |
| 2005  | 20–24 يونيو | كوريا الجنوبية     | ألسان (مدينة)          | IWC meeting in 2005 | IWC            |
| 2006  | 16–20 يونيو | St Kitts and Nevis | Frigate Bay            | IWC meeting in 2006 | IWC            |
| 2007  | 28–31 مايو  | الولايات المتحدة   | أنكوردج                | IWC meeting in 2007 | IWC            |
| 2008  | 23–27 يونيو | تشيلي              | سانتياگو               | IWC meeting in 2008 | IWC            |
| 2009  | 22–26 يونيو | البرتغال           | فونشال (ماديرا)        | IWC meeting in 2009 | IWC            |
| 2010  | 21–25 يونيو | المغرب             | أغادير                 | IWC meeting in 2010 | IWC            |
| 2011  | 11–14 يونيو | جيرزي              | ساينت هيلير            | IWC meeting in 2011 | IWC            |
| 2012  | 2–6 يوليو   | بنما               | مدينة پنما             | IWC meeting in 2012 | IWC            |
| 2014  | 12–24 مايو  | سلوفينيا           | بلد                    | IWC meeting in 2014 | IWC            |